# HMNZS Wellington (P55)
L'HMNZS Wellington (pennant number P55) è un pattugliatore d'altura della classe Protector della Regia Marina della Nuova Zelanda.

## Storia

### Costruzione
La nave fu costruita dalla Tenix come parte dei piani della Royal New Zealand Navy del governo neozelandese, e originariamente si prevedeva che entrasse in servizio durante l'inverno del 2008. Tuttavia, alla fine del 2008, si seppe che la nave era considerata "non conforme" e non soddisfaceva una serie di specifiche, come il peso di 100 tonnellate superiore al suo progetto, con conseguenti revisioni delle sue condizioni operative durante i compiti in Antartide. Il futuro equipaggio che era già di stanza sulla nave fu rimandato in Nuova Zelanda dopo che la nave tornò a Melbourne, fino a quando la controversia con l'appaltatore non fu risolta.
La nave prende il nome in onore della HMNZS Wellington (F69), una fregata della classe Leander in servizio nella Regia marina della Nuova Zelanda dal 1982 al 1999.

### Servizio nella Royal New Zealand Navy
Il Wellington fu accettato nella Royal New Zealand Navy il 6 maggio 2010 e arrivò alla Devonport Naval Base (Auckland) il mese successivo. La nave venne coinvolta anche nella ricerca dei membri dell'equipaggio dello yacht Berserk di 14 m nel 2012, ma dovette tornare indietro a causa delle condizioni meteorologiche, che il capitano definì la peggiore tempesta che avesse mai visto in 19 anni. Durante quella missione la nave perse tre zattere di salvataggio da 50 persone, una delle quali fu trovata dalla nave Steve Irwin della Sea Shepherd Conservation Society.

#### Bandit 6
Il 14 gennaio 2015 il Wellington intercettò tre pescherecci, il Songhua, il Kunlun e il YongDing, che presumibilmente pescavano illegalmente il moro oceanico nelle acque antartiche. Gli equipaggi dei pescherecci rifiutarono di farsi abbordare e le cattive condizioni meteorologiche e marittime impedirono al Wellington di portare avanti l'operazione.

#### Terremoto di Kaikōura del 2016
Il Wellington fu anche coinvolto nelle indagini sui fondali marini al largo di Kaikōura dopo il terremoto del 2016.

#### Trasporto di vaccini
Il 19 luglio 2021 l'HMNZS Wellington consegnò 120 fiale del vaccino anti COVID-19 Pfizer-BioNTech all'atollo di Nukunonu (Tokelau), sufficiente per vaccinare 720 persone.

#### Eruzione dell'Hunga Tonga-Hunga Haʻapai del 2022
In risposta all'eruzione e tsunami dell'Hunga Tonga-Hunga Haʻapai del 2022, il Wellington e l'HMNZS Aotearoa furono schierati per fornire forniture idriche, squadre di rilevamento e supporto con elicottero.

### Aggiornamenti
Sia l'HMNZS Otago che l'HMNZS Wellington hanno recentemente subito aggiornamenti minori, inclusi sensori e armi, e la sostituzione dell'M242 Bushmaster con il sistema d'arma a controllo remoto Rafael Typhoon 25 mm.